# 礒貝正久

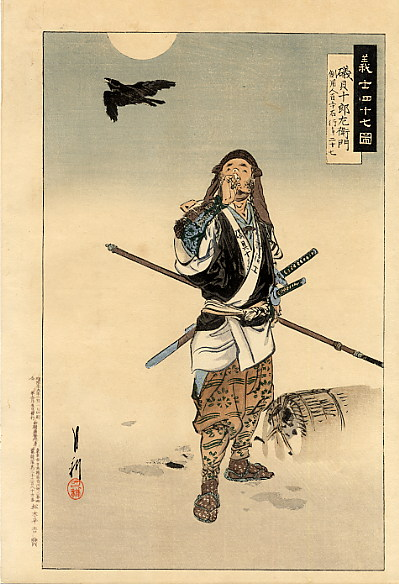
『義士四十七図　磯貝十郎左衛門』（尾形月耕画）

礒貝 正久（いそがい まさひさ、延宝7年（1679年） - 元禄16年2月4日（1703年3月20日））は、江戸時代前期の武士。赤穂浪士四十七士の一人。通称は十郎左衛門（じゅうろうざえもん）。変名は、内藤十郎左衛門。

## 生涯
延宝7年（1679年） 、礒貝正次の子として誕生。母は貞柳尼。
父・正次は幕臣・松平隼人正に仕えていたが、主家が断絶して浪人になると、正久は京都愛宕山教学院の稚児小姓となった。14歳のとき、父と懇意だった赤穂藩士・堀部金丸の推挙によって浅野長矩に側小姓として仕えた。美童で利発だったことから長矩に寵愛され、物頭側用人（150石）にまで引き立てられた。
元禄14年3月14日（1701年4月21日）、長矩が江戸城松之大廊下で吉良義央に刃傷に及んだ。長矩は切腹を命じられ、田村建顕の屋敷に預けられ、その日のうちに切腹した。長矩は正久と側用人・片岡高房に宛てて「このたびのこと、かねてより知らせおくべきであった」との遺言を残している。正久は高房らとともに長矩の遺体を引き取り、泉岳寺に葬って、髻を切って仇討ちを誓った。
その後、正久は高房とともに赤穂へ赴き、筆頭家老・大石良雄に仇討ちを説いた。浅野家再興を第一と考えていた良雄はこれに同意せず、失望した正久は江戸に戻ったが、堀部武庸らと敵対し独自の行動を取った。江戸では内藤十郎左衛門と変名し、酒屋を表向きの生業にして仇討ちの機会をうかがう。元禄15年（1702年）3月、江戸に下った吉田兼亮の説得により、良雄の義盟に加わる。
12月15日（1703年1月31日）未明、47人の赤穂浪士が吉良屋敷へ討ち入り、正久は裏門隊に属して手槍を持って屋内へ突入した。武林隆重が吉良義央を斬殺し、一同がその首をあげたあと泉岳寺へ引き揚げる際に、正久の家が往路にあったため大石良雄に病床の母・貞柳尼を見舞うよう勧められるが、正久は固持している。
その後、正久は細川綱利の屋敷にお預けとなる。大石・原・磯貝の三人は毎晩、酒を飲み大石らと狂言踊りをして騒ぎ、世話役の堀内にも酒を飲ませて無理やり踊らせた。しかし、切腹の前日には「此間は御別懇にあずかり千万忝うこそ存んずる。此上とも老母、兄弟の事共御心をつけられ給え」と神妙に礼を述べている。元禄16年2月4日（1703年3月20日）、幕命が下され吉富五左衛門の介錯で切腹。享年25。泉岳寺に埋葬された。戒名は、刃周求劔信士。

## 評価
堀部武庸は礒貝について「源助橋（現・新橋四丁目）辺に酒見世（みせ）を出し不通（ふつう）に人に出合ず、町人の体に成りける。余りの事に大笑い致しける。不様（ぶざま）に御当地の者共腰ぬけ候ては、本意を遂げ難く候」と糾弾し嘲笑している。ともに討ち入る同志と決まってからも磯貝を見直したような記述は見られない。
また、細川家で義士の世話をした堀内は「手跡はかな混じりの歌を書いたものはそれ程上手とはいえない」と磯貝の字を批評している。その真筆の辞世は不明。

## 後史
提出された「親類書」によると磯貝に妻子はいない。母は赤穂事件後に頓死した。墓所は正久とは別で青久寺。兄二人は磯貝姓を捨てており連座を免れている。

## 遺品
- 脇差 国宗二尺大小鞘黒塗大[5] - 熊本藩に伝承も細川重賢が投棄し散佚。

## 創作
『忠臣蔵』の芝居・物語では美男であったとの脚色がなされ、吉良家の女中に近づき内情を探ったという。小説において豆腐屋の娘や、瑤泉院の侍女と関係があった話は全てフィクションで史実ではない。
また、講談では山鹿流の達人だった小林央通とは碁敵となっていて、石を打ちながら腹の探り合いで鎬を削る。討ち入りでは夜中だったため屋敷内は暗く浪士たちの進退は自由でなかったが、正久が機転を働かせて吉良家の台所役を脅して蝋燭を出させ、それを各室に立てて屋敷内を灯した。或いは、吉良家の侍女がおはちを被って震えていたので、蝋燭に火をつけ箸に刺すように脅し、壁際に立てさせたあとで斬り殺した。後の取調べで、江戸幕府大目付・仙石久尚はその機転を大いに褒めたという話もある。
史実の仙石久尚は、赤穂義士の扱いにつき水野忠之と松平定直からの問い合わせに対し、罪人として厳しい対応をとるよう返答した記録が両家に残っている。細川家についても寒がっている義士に暖房具を出さないように命じている。
映画では、正久は幼少より能や太鼓に秀でていたが、主君の長矩が太鼓や琴を嫌い芸事を好まないことを知りやめている。しかし、琴だけはひそかに続けており、切腹後の遺品に琴の爪があったとされる。